# Bulgarische Küche

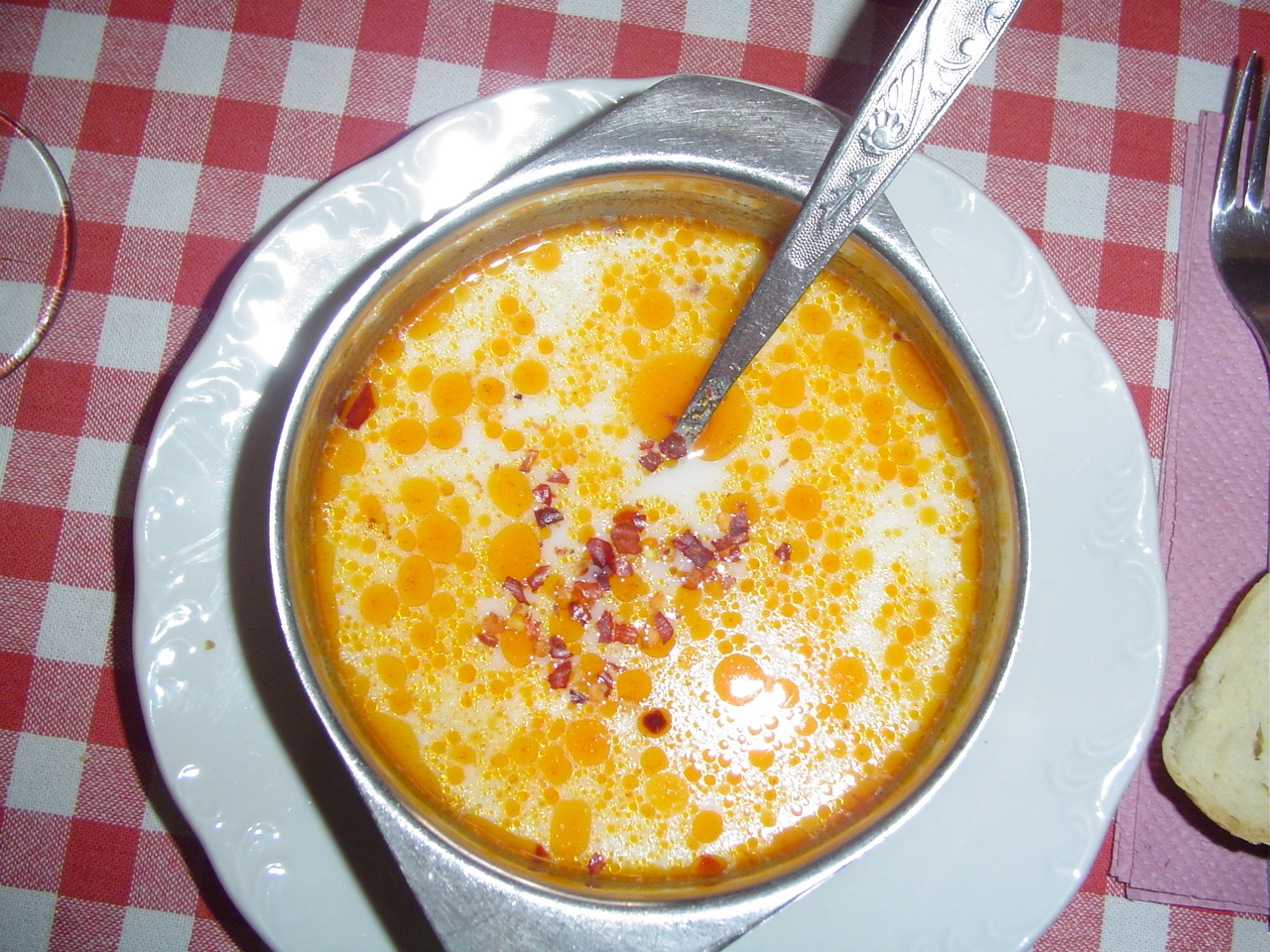
Schkembe tschorba, bulgarische Kuttelsuppe.

Die zur Balkanküche zählende bulgarische Küche ist die Landesküche Bulgariens. Wie die Küchen anderer Länder der Balkanhalbinsel war die bulgarische Küche über Jahrhunderte orientalischen und mediterranen Einflüssen ausgesetzt.

## Lebensmittel und Zutaten
Die bulgarische Küche basiert auf dem in der Donauebene angebauten Getreide, vor allem Weizen und Mais, im Süden des Landes auch auf Reis.
Bei der Viehzucht spielen Rinder und Schweine die wichtigste Rolle; 2020 waren 38 % der gehaltenen Nutztiere Rinder, größtenteils für die Milcherzeugung. In den Bergen werden in großer Zahl Schafe gehalten. Beim Konsum lag 2020 Schweinefleisch mit 51 % Anteil am Gesamtmarkt vorne, Geflügel kam auf 43 % Anteil und Rindfleisch auf 6 %.
Die bedeutendste Obstsorte ist die Aprikose. Ferner wachsen hier Mandelbäume, Walnüsse, Esskastanien, Erdnüsse und Feigen.
Sonnenblumenöl dominiert heute als Speisefett, während früher auch Walnussöl und Sesamöl verwendet wurden. Für manche Gerichte wird Schmalz oder Butter benutzt, allgemein meidet man tierische Fette eher und befreit in den meisten Haushalten das Fleisch vor der Zubereitung gründlich von Fett. Olivenöl (Zehtin) wird dagegen für Salate und Vorspeisen verwendet.
Seit dem 16. Jahrhundert sorgt man durch Hinzufügung von Chili für die rote Färbung vieler Gerichte. Zu den bevorzugten Nahrungsmitteln gehört Joghurt. Der bulgarische Joghurt ist durch seine einzigartige Bakterienkultur Lactobacillus bulgaricus weltbekannt. Etwa zwei Drittel der produzierten Milch werden zu diesem Milchprodukt verarbeitet. Als besondere Spezialitäten gelten Joghurt aus Schafsmilch oder Büffelmilch. Bereits um das Jahr 700 wurde auf dem Gebiet des heutigen Bulgarien Milch fermentiert, um katuk herzustellen, ein gesäuertes Milcherzeugnis, das lange haltbar ist.

## Esskultur
In den größeren Städten Bulgariens gibt es auch bulgarische Fast-Food-Ketten, die traditionelle Gerichte anbieten.

## Landestypische Gerichte

### Frühstück
Ein typisch bulgarisches Frühstück ist Baniza mit Boza.

### Vorspeisen, Suppen und Salate
Tarator ist eine kalte Suppe aus Gurken und Joghurt. Weitere Vorspeisen, Suppen und Salate sind Meze, Schopska-Salat, Thrakija-Salat, Schkembe tschorba und Supa toptscheta.

### Snacks
Pitka, eine bekannte Brotsorte isst man oft zusammen mit „Buntem Salz“, einer Gewürzmischung aus Tschubritza, Kumin, Bockshornklee, Salz, Pfeffer und manchmal Chilipulver, wobei man das Stück Brot in eine Schale mit Gewürz taucht. Dazu wird oft Schopska-Salat gereicht. Weitere Snacks sind Mekiza und Baniza. Ljuteniza ist eine Paste aus Paprika, Auberginen und Tomaten oder nur aus Paprika und Tomaten. Im Unterschied zum Ajvar wird Ljuteniza aus gegrilltem und geschältem Paprika und geschälten Tomaten gemacht, was für einen sehr feinen und rauchigen Geschmack sorgt.

### Hauptgerichte
Sehr verbreitet sind Eintopfgerichte mit oder ohne Fleischeinlage. Im Winter dienen Kraut, Sauerkraut, Kartoffeln, Hülsenfrüchte, aber auch Pflaumen, getrocknete Aprikosen und Kastanien als Zutaten. Im Frühling verwendet man eher Zwiebeln, Knoblauch, Spinat, Erbsen und anderes Gemüse der Saison. Während im Winter das Fleisch älterer Tiere wie Hammel auf dem Speisezettel steht, isst man traditionell im Frühjahr Jungtiere wie Lamm. Im Gegensatz zu Nachbarländern ist dies jedoch immer mehr auf das private Essen zu Hause beschränkt. Eine Kombination von Lamm mit Wintergemüse gilt als unpassend. Die traditionelle Saison für Lammgerichte beginnt im April am Georgstag. Fisch- und Meeresfrüchtespezialitäten sind Sprotte, Miesmuscheln, gefüllter Karpfen mit Walnüssen (der am Nikolaustag am 6. Dezember verzehrt wird), Tintenfisch, Kalmar und Oktopussalat. Gjuwetsche ist ein traditionelles Gericht der bulgarischen Küche, das in speziellen Tontöpfen zubereitet wird. Die Möglichkeit, in diesem Gericht Überbleibsel anderer Speisen zu verwerten, sorgt dafür, dass diese Speise auch heute noch beliebt ist und in den meisten bulgarischen Restaurants auf der Speisekarte steht – allerdings wird das Gjuwetsche in den Restaurants frisch zubereitet, die Überbleibsel verwendet man nur zu Hause. Weitere Hauptgerichte sind Gefüllte Paprika, Sarma (Sauerkraut- oder Weinblätterroulade) und Pasulj, ein Erbsen- oder Bohneneintopf mit Fleisch.

### Süßspeisen
Eine bulgarische Süßspeise ist Pogatscha.

### Käse
- Sirene, der allseits beliebte weiße Käse, fehlt bei fast keinem bulgarischen Gericht.
- Kaschkawal
- Wasserbüffel-Käse

## Getränke

### Biersorten
In Bulgarien gibt es neben einer Vielzahl an importierten internationalen Marken auch eine Reihe von heimischen Bieren. Außerdem werden viele Markenbiere im Lizenzverfahren in Bulgarien hergestellt (z. B. Becks, Heineken)
- Sagorka, gebraut in Stara Sagora
- Burgasko piwo, gebraut in Burgas
- Schumensko piwo, gebraut in Schumen
- Ariana, gebraut in Sofia
- Stolitschno piwo, gebraut in Sofia
- Kamenitza, gebraut in Plowdiw
- Pirinsko, gebraut in Blagoewgrad

### Liköre und Schnäpse
Rakija ist in Bulgarien das Nationalgetränk.

#### Weitere
- Slantschew brjag
- Pliska
- Karnobatska Menta, ein Minzlikör aus Karnobat
- Karnobatska Mastika, eine Mastika aus Karnobat